# Manoir du Kreisker
Le manoir du Kreisker est situé à Saint-Avé en France.

## Localisation
Le manoir est situé sur le territoire de la commune de Saint-Avé, place de la Mairie, dans le département du Morbihan en région Bretagne.

## Description
Le manoir date des XVe et XVIe siècles,  plan en équerre, logis à deux pièces par étage, armoire murale, édifice construit en moellon de granite et de schiste, un étage carré, colombier et aile en retour en moellon, comble à surcroît. Toiture à longs pans recouverte d'ardoises, pignon découvert. 

## Historique
Lieu exempté en 1443 par le duc François Ier en faveur de son secrétaire Pierre Dreulin, confirmation en 1485 par François II, puis en 1574 par charles IX pour la famille Rolland. Le premier logis vers 1500, très remanié : porte sud modifiée au XIXe siècle, lucarne sud ajoutée en 1731 (date portée). Intérieur très modifié aux XIXe et XXe siècles (escalier disparu). Logis allongé vers l'ouest, peut-être du milieu XVIe siècle, pignon repris vraisemblablement au XIXe siècle. Enduit enlevé vers 1980. Appentis ajouté au nord à la fin du XIXe siècle. Aile de dépendance en retour au sud avec colombier construite au XVIe siècle. Baies modifiées en 1724 (date portée sur la porte XVIe siècle). Bâtiment de liaison entre logis et colombier détruit : portes dans le pignon du logis bouchées puis rouvertes lors de la restauration de 1980. Puits du XVIIIe siècle.
Il est inscrit à l'inventaire général du patrimoine culturel.
Il abrite, depuis une date inconnue, l'école de musique municipale.